# Nowe Kolonie (Gierczyce)
Nowe Kolonie – część wsi Gierczyce w Polsce, położona w województwie świętokrzyskim, w powiecie opatowskim, w gminie Wojciechowice.
W latach 1975–1998 Nowe Kolonie położone były w województwie tarnobrzeskim.